# Roanne (affluent de la Corrèze)
Pour les articles homonymes, voir Roanne (homonymie) et Rouanne.
La Roanne ou la Rouanne est une rivière française du département de la Corrèze, affluent rive gauche de la Corrèze et sous-affluent de la Dordogne par la Vézère.

## Roanne ou Rouanne?
Pour le Géoportail IGN et le Sandre, cet affluent de la Corrèze se nomme la Roanne alors que pour l'établissement public EPIDOR et l'Agence de l'eau Adour-Garonne, il s'agit de  la Rouanne.
Dans la directive Cadre sur l'eau, elle est définie par les deux noms.
Par simplification, le nom Roanne sera utilisé préférentiellement dans cet article.

## Géographie
La Roanne prend sa source sur le flanc nord-ouest de la Roche de Vic à plus de 550 mètres d'altitude sur la commune d'Albussac. 
Elle passe un kilomètre au sud du bourg de Beynat, arrose celui de Lanteuil, puis passe entre ceux de Dampniat et d'Aubazine. Elle se jette dans la Corrèze en rive gauche, vers 130 mètres d'altitude, au nord de Dampniat, au village de Confolens, au niveau de la cartonnerie d'Aubazine.
La Roanne est longue de 21 km pour un bassin versant de 108 km2.

### Affluents
Parmi les douze affluents de la Roanne répertoriés par le Sandre, les trois plus longs sont, d'amont vers l'aval :
- le ruisseau de la Brande avec 9,3 km[5], en rive droite qui prend sa source sur la commune de Sainte-Fortunade;
- la Vianne, avec 8,1 km[6], en rive gauche  qui prend sa source sur la commune de Lagleygeolle;
- le Coiroux, avec 11,4 km[7] en rive droite qui prend sa source sur la commune de Sainte-Fortunade.

### Hydrologie
Entre 1989 et 2004, à 500 mètres de sa confluence avec la Corrèze, une station hydrologique située à Sainte-Marie sur la commune de Dampniat a mesuré le débit de la Roanne,. La surface ainsi étudiée est de 105 km2, soit la quasi-totalité de son bassin versant.
Le module de la rivière y est de 1,27 m3/s. 
La Roanne présente des fluctuations saisonnières de débit bien marquées, comme c'est souvent le cas dans le bassin de la Dordogne. Les hautes eaux se déroulent en hiver et se caractérisent par des débits mensuels moyens allant de 1,39 à 2,42 m3/s, de novembre à avril inclus (avec un maximum en janvier). Ensuite, le débit baisse progressivement jusqu'aux basses eaux d'été. Celles-ci ont lieu de juin à octobre inclus, entraînant une  baisse du débit mensuel moyen jusqu'à 0,324 m3 au mois d'août. Mais les fluctuations peuvent être bien plus prononcées sur de courtes périodes ou selon les années.
À l'étiage, le VCN3 peut chuter jusque 0,076 m3, soit 76 litres par seconde, en cas de période quinquennale sèche.
Les crues peuvent être importantes. Les QIX 2 et QIX 5 valent respectivement 47 et 73 m3/s. Le QIX 10 est de 90 m3/s, tandis que le QIX 20 se monte à 110 m3/s. 
Le débit instantané maximal enregistré à Dampniat a été de 137 m3/s le 5 juillet 2001, soit une hauteur de 3,09 mètres, et la valeur journalière maximale était de 58,5 m3/s le jour suivant pour un débit moyen annuel de 1,84 m3/s en 2001.
Toutefois, cette modeste rivière qui descend rapidement de la Roche de Vic peut, gonflée des orages ou des pluies prolongées, se transformer en torrent dévastateur. La Roanne collabora sérieusement aux inondations de Lanteuil, de Malemort, des bas-quartiers de Brive-la-Gaillarde et à la destruction de l'usine à papier d'Aubazine en 1921,  puis en octobre 1960 et en juillet 2001 où la Roanne débite 137 m3/s au lieu de 2 m3/s environ habituellement.
La Roanne est une rivière abondante. La lame d'eau écoulée dans son bassin versant est de 382 millimètres annuellement, ce qui est supérieur à la moyenne d'ensemble de la France (320 millimètres), et équivalent à la moyenne du bassin de la Garonne (384 millimètres au Mas-d'Agenais). C'est par contre très inférieur à la lame d'eau moyenne du bassin de la Dordogne (617 millimètres à Bergerac). Le débit spécifique (ou Qsp) atteint de ce fait le chiffre de 12,1 litres par seconde et par kilomètre carré de bassin.

### Département, communes et cantons traversés

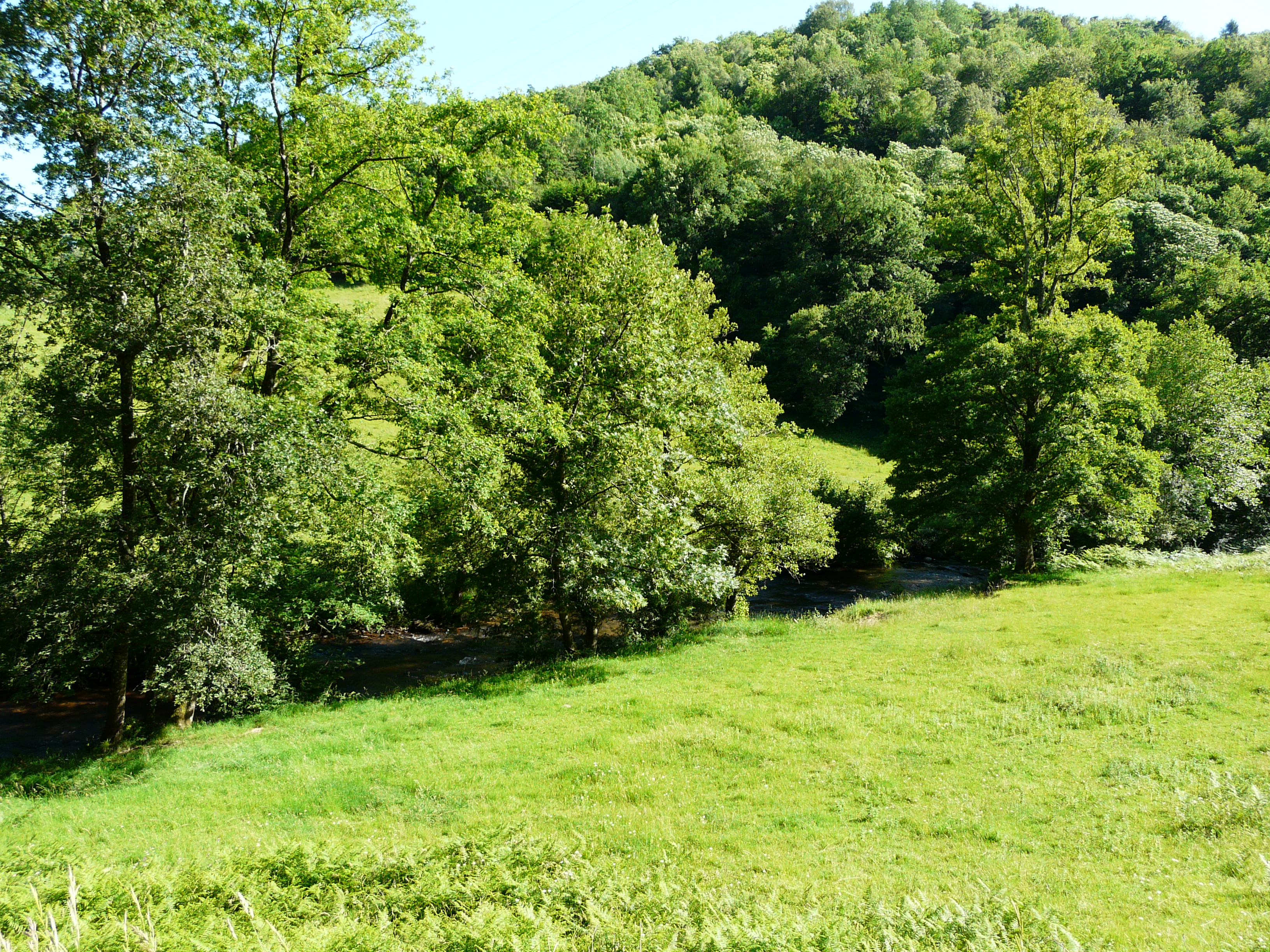
La vallée de la Roanne à Dampniat, le long de la RD 14.

À l'intérieur du département de la Corrèze, la Roanne arrose sept communes,  réparties sur trois cantons :
- Canton d'Argentat
  - Albussac (source)
  - Ménoire
- Canton de Beynat
  - Beynat
  - Sérilhac
  - Albignac
  - Lanteuil
- Canton de Malemort-sur-Corrèze
  - Dampniat (confluence avec la Corrèze)

## Monuments ou sites remarquables à proximité
- La Roche de Vic et sa table d'orientation, à Albussac.
- L'église Saint-Pardoux de Dampniat[14].
- Le château de Lanteuil [15].